# Niccolò Marini
Niccolò Marini (né le 20 août 1843 à Rome, capitale de l'Italie, et mort le 27 juillet 1923 à Rome) est un cardinal italien du début du XXe siècle. Il est un parent du cardinal Pietro Marini (1846).

## Biographie
Marini étudie à Rome. Après son ordination il  fait du travail pastoral dans le diocèse de Rome. Il est fondateur Il buon senso et des journaux Il Bessarione et Il Crisostomo. Il exerce des fonctions au sein de la Curie romaine et à la nonciature en Espagne. À partir de 1908 Marini est secrétaire au tribunal suprême de la Signature apostolique.
Le pape Benoît XV le crée cardinal lors du consistoire du 4 décembre 1916. À partir de 1917 le cardinal Marini est secrétaire de la Congrégation pour les Églises orientales. Il participe au conclave de 1922, lors duquel Pie XI est élu. 
Marini meurt le 27 juillet 1923 à l'âge de 79 ans.